# Ecyroschema zanzibarica
Ecyroschema zanzibarica är en skalbaggsart som beskrevs av Adlbauer, Sudre, Teocchi, Sudre och Téocchi 2007. Ecyroschema zanzibarica ingår i släktet Ecyroschema och familjen långhorningar. Inga underarter finns listade i Catalogue of Life.